# Señora de nadie
Señora de nadie es una película argentina de 1982, dirigida por María Luisa Bemberg y protagonizada por Luisina Brando, Rodolfo Ranni, Julio Chávez, China Zorrilla, Susú Pecoraro y Gabriela Acher. Se estrenó el 1 de abril de 1982.

## Sinopsis
Es la historia de Leonor, una buena ama de casa que vive con su marido, Fernando, y sus dos hijos. Ama profundamente a su marido y no pone en duda la reciprocidad de su amor y su fidelidad. Un día, circunstancialmente, descubre que su marido la engaña. Leonor se siente traicionada emocionalmente y comprende que su mundo, basado en una mentira, se ha desmoronado como un castillo de naipes. Con más miedo que convicción, abandona la casa, dejando cartelitos con instrucciones precisas para su marcha y confía a sus hijos al cuidado de su marido. Se refugia en lo de su tía Lola que tiene una casa transformada en un hogar para ancianos. Allí Fernando no podrá encontrarla. Espía a sus hijos saliendo de su casa para el colegio pero no puede acercarse ya que no quiere que la vean destrozada. Con una recomendación del marido de su madre, empieza a trabajar en una inmobiliaria como promotora y por primera vez en su vida gana su propio dinero. Conoce casualmente y se hace amiga de un joven homosexual, Pablo (Julio Chávez), que es tierno, sensible y tan desolado como ella. Poco a poco se reencontrará con sus hijos, a quienes verá diariamente, y comenzará un proceso de búsqueda de su propia identidad.

## Reparto
- Luisina Brando como Leonor Vitali de Morales[1]
- Rodolfo Ranni como Fernando Morales
- Julio Chávez como Pablo Toledo
- Gabriela Acher como Isabel
- Susú Pecoraro como Gloria
- China Zorrilla como Madre de Leonor
- Berugo Carambula como Amante con barba
- Gonzalo Palmes como Miguel
- Damián Urquino como Juan
- María Ibarreta como Dolores
- Guillermo Rico como Varela
- Villanueva Cosse como Miguel
- João Ádeles como Carlinho
- Lidia Catalano como Nancy
- Pino Dangelo
- Maria Fournery
- Marisa Herrero
- Sara Krell
- Víctor Proncet
- Hugo Urquijo
- Joao Adeles
- Miguel Ángel Llovet como el analizado.
- Ana Nisenson (1948-) como la mucama.[2]
- Gonzalo Palmes
- Víctor Proncet[3]